# SSE Composite

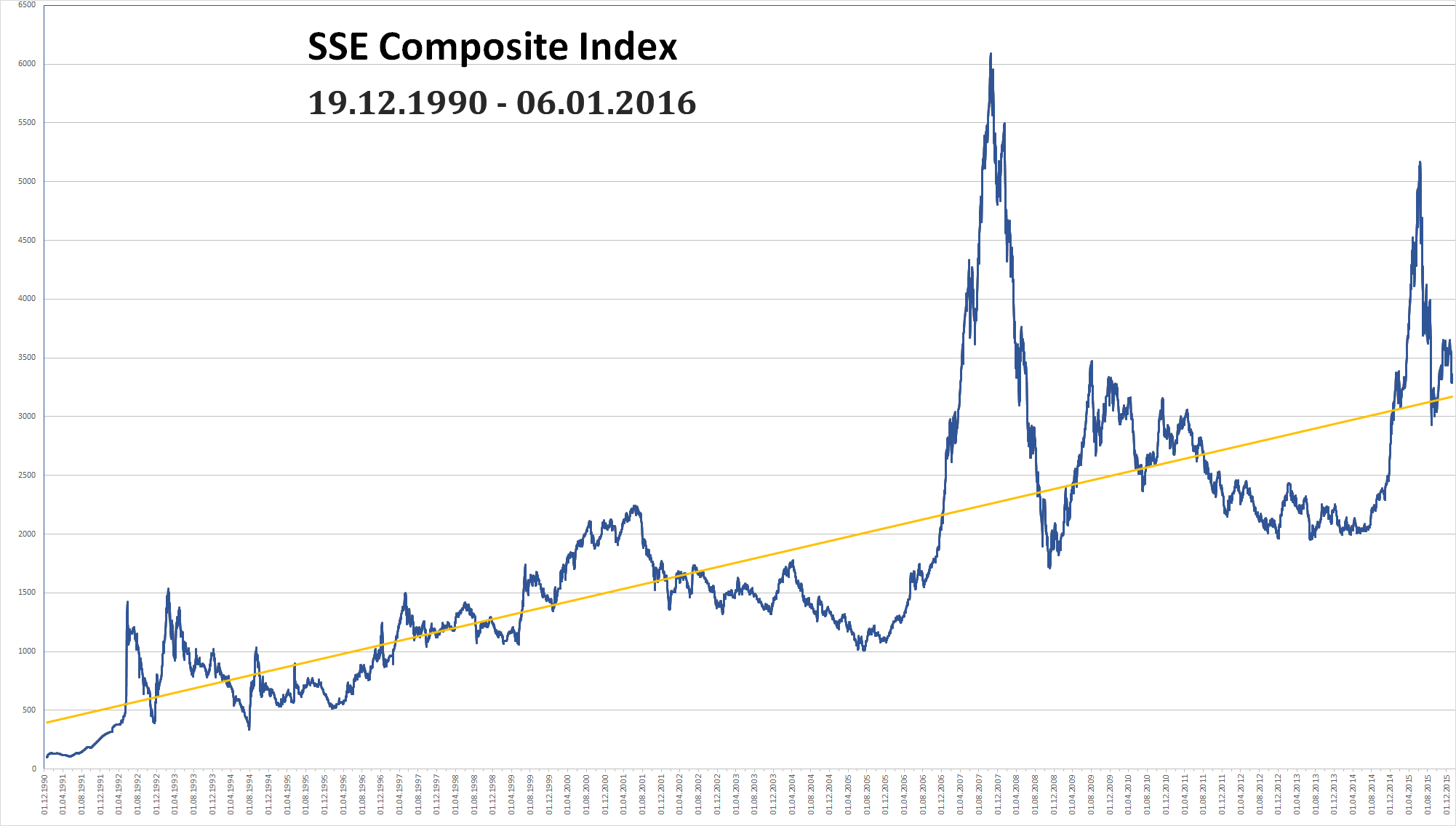
SSE Composite з 1990 по 2012

SSE Composite (Shanghai Stock Exchange Composite) — фондовий індекс Шанхайської фондової біржі. Його розрахунок ведеться з грудня 1990, базове значення — 100 пунктів. У розрахунок приймаються щоденні значення цін всіх акцій, що торгуються в котирувальних листах А і В Шанхайської фондової біржі з 50 провідних компаній.
6 липня 2015 індекс сягнув свого пікового значення в 5166,35 одиниць, але через крах фондового ринку Китаю впав і на 22 серпня становив 3509,98.